# Scandinavian Airlines
SAS AB är ett flygbolag med verksamhet i Danmark, Norge och Sverige. Företaget bildades genom en sammanslagning av flygbolag från de tre länderna. SAS AB är moderbolag i koncernen SAS Group.  Från och med 2024 förändades detta radikalt. Svenska och norska staten är inte längre delägare. Den danska staten äger 26 % av bolaget, resten ägs av privata intressen. Sannolikt kommer det fransk 
-nederländska Air France . KLM överta 60% av bolaget. 2025. 
SAS bedriver inrikes, europeisk och interkontinental flygtrafik. Bolaget har baser i Stockholm, Köpenhamn, Oslo, Stavanger och Trondheim. Interkontinental trafik utgår från Stockholm, Oslo och Köpenhamn. Under november 2015 till oktober 2016 transporterade SAS över 29,4 miljoner passagerare och genomförde i genomsnitt 1 000 flygningar per dag. SAS är därmed det största flygbolaget i Skandinavien.
Viss trafik bedrivs genom dotterbolagen SAS Connect och SAS Link.
SAS koncernhuvudkontor finns sedan 2014 i Frösundavik, Solna kommun.

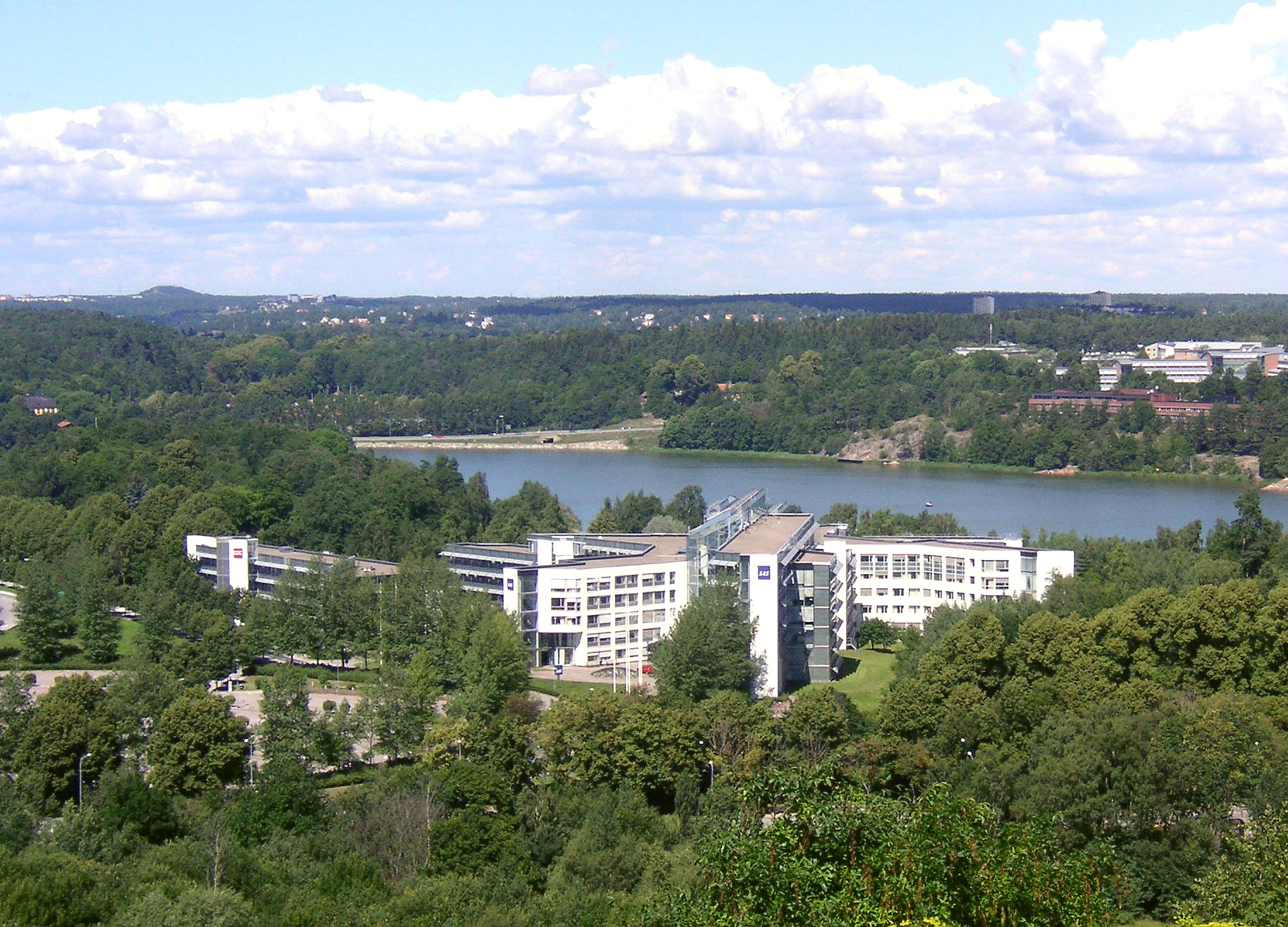
SAS koncernbyggnad i Solna

## Historia

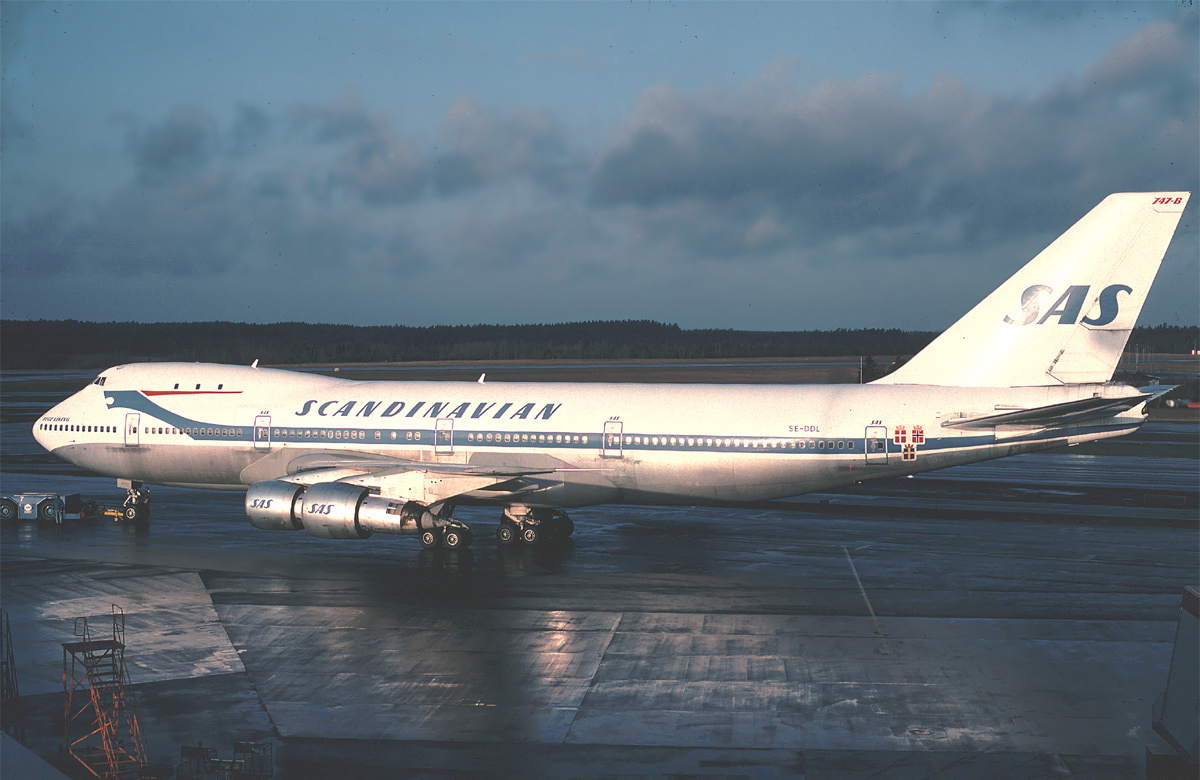
En av SAS Boeing 747:or på Stockholm-Arlanda

Under Andra världskriget var den civila flygtrafiken starkt begränsad. Privatflyget upphörde helt i det ockuperade Danmark och Norge. I Sverige försökte AB Aerotransport (ABA) fortsätta driften, men bolaget mötte stora problem och förstatligades.
År 1943 grundade Jacob och Marcus Wallenberg SILA. SILA beställde tio DC-4-flygplan för framtida flygningar utomlands. Redan 1945 gick den första flygningen till New York med en modifierad Boeing B-17.

### SAS grundas (1946–1959)
Den 1 augusti 1946 bildades SAS som ett samarbete mellan tre flygbolag: norska DNL, danska DDL och svenska SILA. De startade ett gemensamt konsortium för att kunna bedriva flygtrafik till Nordamerika och Sydamerika. Samarbete skedde under namnet Scandinavian Airlines System. 
Samtidigt fortsatte ABA, DDL och DNL att själva sköta inrikestrafik och europalinjer. Varje bolag hade egna kontor och konkurrerade på dessa linjer. Alla tre bolagen planerade också nya flygrutter till Asien och Afrika.
Den 14 maj 1948 tog ABA över både SILA:s verksamhet och ägarandel i SAS. Efter övertagandet blev SILA ett holdingbolag. Det innebar att SILA bara ägde aktier och inte längre drev någon egen flygverksamhet. Kort därefter slöt ABA, DDL och DNL ett nytt avtal om samarbete kring trafiken inom Europa. Det nya samarbetet började den 1 juli 1948.
Många anställda och fackföreningar inom ABA var emot sammanslagningen. Därför utbröt en strejk som varade i fyra och en halv månad. Först när strejken var över kunde det gemensamma arbetet starta. Då samordnades all internationell trafik från Skandinavien i gemensamma bolag. Ett undantag var det nystartade Braathens S.A.F.E., som stod utanför samarbetet.
Trots samordningen fanns det fortfarande fem olika organisationer: Overseas SAS (OSAS), European SAS (ESAS), DDL, DNL och ABA. Denna uppdelning gjorde arbetet ineffektivt och svårstyrt.
I februari 1951 fick SAS ensamrätt på att flyga internationellt från Skandinavien. Beslutet kom efter att myndigheterna förbjöd Braathens att bedriva utrikesflyg. Samtidigt slogs verksamheten i DDL, DNL och ABA samman i ett nytt, gemensamt konsortium. De nationella bolagen upphörde därmed som självständiga företag. Huvudkontoret för det nya konsortiet låg vid Stockholm-Bromma flygplats i ABA:s gamla lokaler. Företaget registrerades i en bolagsform som fortfarande anges som ”okänd” hos Bolagsverket.

#### Tidningsflyg och inrikestrafik
I början av 1950-talet bildade de stora Stockholmstidningarna bolaget Aero Scandia för att distribuera tidningar med flyg. Bolaget bytte senare namn till Airtaco.
År 1957 grundade Aero Scandia och SAS det gemensamma bolaget Linjeflyg, som fick ansvar för inrikesflygningar med passagerare och gods inom Sverige.

#### Pionjärflygningar över Nordpolen
Under 1950-talet växte SAS snabbt med nya långdistanslinjer. Bolaget blev först i världen med reguljär flygtrafik över Nordpolen. Den nya linjen gick mellan Köpenhamn och Los Angeles. Planet mellanlandade på Grönland och i norra Kanada, nära magnetiska nordpolen.
Den 24 maj 1954 gjorde SAS en provflygning över Nordpolen. Flygningen gick mellan Bodø och Fairbanks. Rutten fortsatte sedan till Tokyo via Shemya på Aleuterna. Efter denna premiär följde fler testflygningar och charterresor, bland annat med medicinsk personal till Tokyo under Koreakriget. År 1956 transporterade SAS över 400 svenska olympiadeltagare till Melbourne via Nordpolen.

### Jetflyg, oljekris & guldår (1959–1979)
SAS växte snabbt under 1950- och 1960-talen. Flygbolaget utökade sina långdistanslinjer och införde flera tekniska nyheter.
År 1954 blev SAS först i världen med reguljär trafik över Nordpolen. Rutten gick mellan Köpenhamn och Los Angeles med mellanlandningar på Grönland och i norra Kanada, nära magnetiska nordpolen.
Samma år genomförde SAS en provflygning över Nordpolen från Bodø till Fairbanks. Rutten fortsatte sedan till Tokyo via Shemya på Aleuterna. Fler testflygningar och charterresor följde, bland annat transporter av medicinsk personal till Tokyo under Koreakriget.  
År 1956 flög SAS över 400 svenska olympiadeltagare till Melbourne via Nordpolen.
Mot slutet av 1950-talet beställde SAS många DC-7. Dessa flygplan drabbades av motorproblem, vilket ledde till att SAS istället beställde jetflygplan. Det första levererades 1959.
SAS blev världens första användare av Caravelle III, före franska Air France.  
År 1960 började Douglas DC-8 användas för långdistansflygningar till bland annat New York, Los Angeles och Tokyo. Samtidigt flyttade SAS all interkontinental trafik från Stockholm till Arlanda, som blev huvudflygplats för utrikesflyg från 1962.
År 1964 öppnade SAS sitt första hotell, SAS Royal, i Köpenhamn. Samma år startades flyglinjen till Chicago.  
Under denna tid gick rutten till Tokyo länge över Nordpolen med mellanlandning i Anchorage. När SAS fick tillstånd att flyga över Sovjetunionen kunde linjen trafikeras direkt utan mellanlandning.
SAS samarbetade med thailändska staten för att grunda Thai Airways International, där SAS ägde 30 %.  
Den 4 november 1976 startade linjen ”Trans-Asien Express” mellan Köpenhamn och Sydostasien.
Perioden 1965–1975 räknas som SAS guldålder. Under dessa år trafikerade SAS alla kontinenter utom Oceanien.
I slutet av 1970-talet minskade efterfrågan. SAS hade köpt för stora flygplan och utökat linjenätet för mycket. Den globala lågkonjunkturen och oljekrisen ökade kostnaderna, särskilt för långdistansflyg.

### Marknadsavreglering och internationell expansion (1980–1989)

SAS gamla logotyp

#### Jan Carlzons nya ledarskap
År 1981 blev Jan Carlzon verkställande direktör för SAS-koncernen. Han satte kunden i fokus och prioriterade särskilt affärsresenärer. Under hans ledning genomfördes flera förändringar för att stärka SAS på marknaden.
SAS avskaffade första klass och införde business class, kallad Euroclass. Samtidigt minskade bolaget sitt beroende av Kastrup som nav och satsade mer på de tre nationella marknaderna. Monopolet på direktflygningar från Skandinavien gav SAS en fortsatt konkurrensfördel. 
Under denna tid infördes även svävartrafik på linjen mellan Köpenhamn och Malmö.  
I januari 1984 utsågs SAS till ”Airline of the Year” för 1983 av tidskriften Air Transport World. Utmärkelsen var ett resultat av det nya ledarskapet och de förändringar som genomförts.

#### Modernisering av flygplansflottan och linjenätet
Under 1980-talet växte den svenska inrikesmarknaden snabbt. Den ökade trafiken bidrog till att Arlanda mot slutet av decenniet blev SAS största bas.
För att möta efterfrågan på kortare rutter startade SAS år 1984 en särskild avdelning, Commuter Operations Department, som organiserade matarflygningar i Danmark och Norge. År 1988 blev denna verksamhet ett eget bolag, SAS Commuter.
Samtidigt genomförde SAS förändringar i sin långdistansflotta. Bolaget avvecklade sina Boeing 747-200 och ersatte dem med mer bränsleeffektiva flygplan.[källa behövs] Med införandet av Boeing 767-300ER kunde SAS börja erbjuda nonstopflygningar från Skandinavien, vilket minskade behovet av mellanlandningar.[källa behövs]

#### Etablering på internationella marknader
År 1989 förvärvade SAS 18,4 % av moderbolaget till Continental Airlines, Texas Air Corporation. Genom detta kunde SAS erbjuda direktflyg till New York från Köpenhamn, Oslo och Stockholm med anslutningar via Newark.  
Under samma period blev SAS delägare i Spanair och Air Greenland.  
Den 28 september 19891 tecknade SAS ett samarbetsavtal med Swissair, Finnair och Austrian Airlines. Samarbetet fick namnet European Quality Alliance (EQA) och inleddes den 25 mars 1990.[källa behövs]  
SAS blev även det första västerländska flygbolaget med reguljär trafik till Baltikum.[källa behövs]

#### Ökad konkurrens på den svenska flygmarknaden
Under 1980-talet grundades Transwede, som 1989 ansökte om tillstånd för inrikesflyg. Flera andra bolag lämnade in liknande ansökningar. Den globala trenden mot avreglering inom flygbranschen ledde till att Sverige utredde möjligheterna för ökad konkurrens.
Utredningen föreslog att konkurrens skulle tillåtas på linjer med fler än 300 000 årspassagerare. Regeringen avslog förslaget men öppnade ändå för konkurrens mellan SAS och Linjeflyg.
Som en följd sålde SAS sin andel i Linjeflyg till Bilspedition, men med hembudsrätt. Efter den ekonomiska krisen 1992 ville Bilspedition sälja Linjeflyg. Den 1 januari 1993 förvärvade SAS hela Linjeflyg.
Samtidigt infördes formell avreglering av den svenska inrikesmarknaden. Från och med 1 juli 19922 fick alla svenska flygbolag som uppfyllde säkerhetskraven rätt att trafikera inrikeslinjer. Trots den nya konkurrensen stärkte SAS sin position genom att ta över Linjeflyg i sin helhet.[källa behövs]

### Fortsatt avreglering och marknadsanpassning (1990-talet)
Under 1990-talet fortsatte avregleringen av flygmarknaden i Europa. Vid decenniets mitt hade flygbolag från EU- och EES-länder fri etableringsrätt för trafik inom området. För flyglinjer till länder utanför EU/EES gick avregleringen långsammare. Avtal om fri konkurrens, till exempel mellan EU och USA, tillkom först senare.
SAS behöll under perioden vissa ensamrätter, särskilt på linjer till Ryssland och Japan. På Rysslandslinjerna tilläts endast ett flygbolag per land trafikera varje sträcka. Under 1990-talet hade SAS ensamrätt till sju flygningar per vecka från Skandinavien till Tokyo, samtliga med utgångspunkt i Köpenhamn. År 2010 utökades antalet till tio.

#### EuroBonus och nya linjer
År 1992 införde SAS lojalitetsprogrammet EuroBonus. Samma år öppnades en direktlinje mellan Köpenhamn och Hongkong samt en linje till Sankt Petersburg. Linjen till Los Angeles upphörde 1994 efter 40 års trafik men ersattes samma höst av en ny förbindelse till Osaka.
SAS International Hotels inledde ett samarbete med Radisson Hotels under det gemensamma varumärket Radisson SAS Hotels Worldwide.

#### Affärsstrategier och ägarförändringar
Konkurrensen på den svenska inrikesmarknaden ökade under decenniet. Skyways blev en av de första oberoende utmanarna. År 1998 ingick SAS ett samarbetsavtal med Skyways och köpte 25 procent av bolaget.
År 1995 beställde SAS 41 flygplan av typen Boeing 737-600, med möjlighet att ändra beställningen till andra modeller i serien. Samma period förvärvade SAS 40 procent av det brittiska flygbolaget British Midland. Den andelen såldes senare till Lufthansa. SAS avyttrade också sitt innehav i Continental Airlines.
År 1997 deltog SAS i grundandet av Star Alliance, tillsammans med United Airlines, Air Canada, Lufthansa och Thai Airways.

#### Visuell identitet och navstrategi
År 1998 lanserade SAS en ny grafisk profil och logotyp. Namnet Scandinavian Airlines började därefter användas mer konsekvent för att markera en ny marknadsinriktning efter avregleringen. Samma år togs Boeing 737-600 i bruk, och Oslo flygplats, Gardermoen invigdes som ny huvudflygplats i Norge.
Mot decenniets slut beslutade SAS att återgå till en navstrategi med Köpenhamn som huvudnav. Trots stadens begränsade lokala upptagningsområde ansågs läget strategiskt. Samtidigt mötte SAS ökad konkurrens från nya flygbolag med lägre lönekostnader och flexiblare villkor. Fackligt motstånd försvårade besparingsåtgärder.
År 1999 ersatte SAS sina Boeing 767-300ER med Airbus A340-300 och Airbus A330-300.

### Omstrukturering och konkurrens (2000–2007)
Under 2000-talet ställdes SAS inför stora förändringar. Företaget mötte ökad konkurrens från lågprisbolag, genomgick ekonomiska kriser och omstrukturerade sin organisation.

#### Börsintroduktion och regeländring
År 2001 börsintroducerades SAS AB i Sverige, Danmark och Norge. De tidigare nationella SAS-bolagen omvandlades till dotterbolag under det nya holdingbolaget. Samma år utsågs Jørgen Lindegaard till ny verkställande direktör efter Jan Stenberg. Under året förbjöd den svenska Marknadsdomstolen SAS att erbjuda bonusprogrammet EuroBonus på inrikeslinjer, med hänvisning till bolagets dominerande ställning.

#### Kris och förvärv
Vid samma tidpunkt försattes det spanska dotterbolaget Spanair i rekonstruktion. SAS tog över en majoritet av ägandet men tvingades skjuta upp flera planerade flygplansleveranser från Airbus och Boeing, eller omvandla dem till mindre modeller. Långdistansflottan begränsades till elva flygplan.
Efter ytterligare marknadsförsvagning tilläts SAS 2002 förvärva det norska flygbolaget Braathens. Förvärvet mötte kritik från myndigheter. Både Sverige och Norge införde tillfälliga förbud mot lojalitetsprogram som EuroBonus på inrikeslinjer.

#### Lågpriskonkurrens
För att minska kostnaderna reducerade SAS antalet direktlinjer från Stockholm och Oslo och styrde mer trafik via Köpenhamn. Denna omställning möjliggjorde för lågprisbolag som Ryanair och Norwegian att öka sina marknadsandelar. Under samma period stärkte Finnair sin position på Asienlinjer.
Mellan 2002 och 2003 försämrades SAS ekonomi ytterligare. Personalstyrkan minskades, och lågkostnadssatsningen Snowflake lanserades som ett försök att möta konkurrensen. Projektet lyckades dock inte ta någon större marknadsandel.

#### Organisationsförändring
SAS inledde 2004 effektiviseringsprogrammet ”Turnaround 2005”. Koncernen delades upp i fyra bolag: SAS Danmark, SAS Sverige, SAS Braathens och SAS International, som fick ansvar för egna flygplan, personal och linjer. Trots ett tillfälligt minskat antal strejker kvarstod interna motsättningar och kritik mot ledningen.
År 2007 bytte SAS Braathens namn till SAS Norge, och en ny koncernstruktur infördes under den nytillträdde verkställande direktören Mats Jansson.

#### Kabinförändring
År 2004 införde SAS en ny kabinindelning med tre klasser: Economy, Economy Extra (senare Economy Flex för inrikestrafik) och Business Class. Syftet var att bättre möta företagskunders krav på flexibilitet och service.

### Ekonomisk kris och återhämtning (2007–2013)
Efter 2007 gick SAS igenom finansiell instabilitet, personalneddragningar och försäljning av tillgångar, följt av stegvis återhämtning.

#### Avyttring av Spanair och Air Baltic
Under 2007 köpte SAS resterande andelar i Spanair i syfte att sälja hela bolaget. Försöket misslyckades, och SAS överlät 2009 majoriteten i både Spanair och Air Baltic till nya ägare.

#### Bonusprogram återinförs
Under 2008–2009 tappade SAS ytterligare marknadsandelar på svensk inrikesmarknad. Konkurrensverket upphävde bonusförbudet 2009, vilket möjliggjorde återinförandet av EuroBonus. Samma år sålde SAS sin andel i Skyways.

#### Personalneddragningar och avyttringar
Ekonomin försämrades kraftigt med miljardförluster och konkursrisk. De skandinaviska staterna och Wallenberggruppen tillsköt kapital. Tillgångar avyttrades, bland annat andelar i British Midland, Air Greenland och Estonian Air. Långdistansflottan minskade till nio flygplan.  
Vid 2009 års slut hade SAS 20 405 anställda – en kraftig minskning från nästan 30 000 tio år tidigare och över 40 000 i början av 1990-talet.

#### Krishantering och omstrukturering
För att hantera krisen genomförde SAS flera förändringar. Större fokus på punktlighet ledde till att SAS sedan 2009 årligen utsetts till ett av Europas tre mest punktliga flygbolag av Flightstats.

#### Nya serviceklasser
I november 2012 hamnade bolaget i allvarliga ekonomiska svårigheter. Efter ultimatum från ledningen gick pilot- och kabinföreningarna med på försämrade villkor för löner, arbetstid och pensioner. Försäljning av tillgångar som Widerøe och outsourcing av markservice möjliggjorde ny finansiering.  
Samtidigt införde bolaget nya serviceklasser: SAS Go, SAS Plus och SAS Business, med olika servicenivåer för att konkurrera med lågprisflygbolag.  
I februari 2013 blev SAS världens första flygbolag som uppnådde platinumnivå i "IATA Fast Travel Award" för självbetjäningslösningar.

#### Norska staten säljer sitt innehav
I juni 2018 meddelade den norska staten att den sålt sitt återstående innehav i SAS. Posten omfattade 37,8 miljoner aktier, motsvarande 9,88 procent av bolaget.

#### Första året med vinst efter krisen
Efter flera förlustår redovisade SAS vinst för perioden november 2012–oktober 2013.

### Neddragning och permitteringar under coronapandemin (2020)
Den 15 mars 2020 minskade SAS kraftigt sin verksamhet på grund av det snabbt avtagande resandet under Coronavirusutbrottet 2019–2021. Flertalet flygningar ställdes in, med undantag för vissa destinationer. Samtidigt permitterades 10 000 personer (cirka 90 procent av personalstyrkan) tillfälligt.
Från och med 6 april 2020 avgick endast sex SAS-flyg per vardag från Arlanda till Umeå, Kiruna, Luleå, Visby, Oslo och Köpenhamn.

### Sparpaket SAS Forward (2022)
Den 28 mars 2022 presenterade SAS vd Anko van der Werff sparprogrammet och refinansieringsplanen SAS Forward. Syftet var att få långivare att skriva av skulder i utbyte mot nyemitterade aktier i SAS.

## Historiska destinationer
SAS har historiskt trafikerat ett stort antal destinationer över hela världen. Nedan listas historiska destinationer per världsdel.
Afrika: Abidjan, Dar-es-Salaam, Entebbe, Johannesburg, Kairo, Khartoum, Lagos, Monrovia, Nairobi, Tunis
Asien: Abadan, Amman, Ankara, Bagdad, Beirut, Bombay, Calcutta, Damascus, Delhi, Dubai, Jakarta, Jidda, Karachi, Kuala Lumpur, Kuwait, Manila, Osaka, Rangoon, Riyadh, Singapore, Tashkent, Teheran
Nordamerika: Anchorage, Houston, Montreal, Seattle, Söndre Strömfjord, Winnipeg
Sydamerika: Bridgetown, Buenos Aires, Montevideo, Port of Spain, Rio de Janeiro, Santiago de Chile, São Paulo

## Flygplansflotta
Detta avsnitt ger en översikt över SAS viktigaste milstolpar, nuvarande flotta, planerade leveranser och historiska flygplanstyper.

### Nuvarande flygplansflotta (augusti 2025)
SAS har moderniserat flottan för ökad effektivitet och minskad miljöpåverkan.
| Flygplan          | Antal i drift | Beställda | Optioner | Platser (Business/Plus/Go) | Operatör                            | Notering                            |
| ----------------- | ------------- | --------- | -------- | -------------------------- | ----------------------------------- | ----------------------------------- |
| Airbus A319-100   | 5             | –         | –        | 0 / 0 / 150                | Scandinavian Airlines               | En i retromålning; en via Braathens |
| Airbus A320-200   | 4             | –         | –        | 0 / 0 / 168                | Scandinavian Airlines               |                                     |
| Airbus A320neo    | 77            | 2         | –        | 0 / 0 / 180                | Scandinavian Airlines & SAS Connect | Ersätter Boeing 737                 |
| Airbus A321neo LR | 3             | –         | –        | 22 / 12 / 123              | Scandinavian Airlines               |                                     |
| Airbus A330-300   | 8             | –         | –        | 32 / 56 / 174–178          | Scandinavian Airlines               |                                     |
| Airbus A350-900   | 4             | 2         | 6        | 40 / 32 / 228              | Scandinavian Airlines               |                                     |
| ATR 72-600        | 12            | –         | –        | 0 / 0 / 72                 | Braathens Regional Airways          |                                     |
| Boeing 737-700    | 1             | –         | –        | 0 / 0 / 141                | Scandinavian Airlines               | Räddningsutförande                  |
| Bombardier CRJ900 | 16            | 2         | –        | 0 / 0 / 88–90              | Cityjet                             | Flera parkerade                     |
| Embraer E195      | 13            | 3         | –        | 0 / 0 / 122                | SAS Link                            |                                     |
| Embraer E195 E2   | –             | 45        | 10       | 0 / 0 / 136                | SAS Link                            |                                     |
| Totalt            | 138           | 55        | 16       |                            |                                     |                                     |

Snittålder: 7,8 år

### Historisk utveckling av flottan
| År        | Händelse             | Flygplanstyp                          | Kommentar                                               |
| --------- | -------------------- | ------------------------------------- | ------------------------------------------------------- |
| 1946      | Tog i bruk           | Douglas DC-4                          | Dan Viking genomförde första transatlantiska flygningen |
| 1950–1952 | Tog i bruk fler      | DC-4                                  | Trafik till Nordamerika                                 |
| 1952      | Införde              | Douglas DC-6                          | Tryckkabin, provflygningar över Nordpolen               |
| 1953      | Tog i bruk           | Convair CV-440 Metropolitan           | Kortdistanslinjer i Europa                              |
| 1954      | Införde              | Douglas DC-7C                         | Rutter över Nordpolen, Los Angeles, Tokyo, Melbourne    |
| 1959      | Införde              | Caravelle III                         | Först i världen i reguljär trafik                       |
| 1960      | Tog i bruk           | Douglas DC-8                          | Långdistanslinjer till New York, Los Angeles, Tokyo     |
| 1964      | Tog i bruk           | DC-9-41                               | Användes till 2002                                      |
| 1971      | Tog i bruk           | Boeing 747-200                        | Trots osäker efterfrågan                                |
| 1974      | Tog i bruk           | McDonnell Douglas DC-10               |                                                         |
| 1976      | Införde              | Douglas DC-8-62                       | Linjen "Trans-Asien Express"                            |
| 1977      | Införde              | Airbus A300                           | Medeldistans till London, Mellanöstern                  |
| 1980–1987 | Avvecklade           | Boeing 747-200                        |                                                         |
| 1980–1985 | Beställde            | McDonnell Douglas MD-80               | 61 st, varianterna -81, -82, -83, -87                   |
| 1984      | Startade             | SAS Commuter/Fokker F-27              | Matartrafik i Danmark och Norge                         |
| 1988      | Tog i bruk           | Fokker 50                             | Regionaltrafik                                          |
| 1988–1989 | Beställde            | Boeing 767-300ER                      | 9 st (senare 13)                                        |
| 1989      | Tog i bruk           | Boeing 767-200                        | Linjer till Rio de Janeiro, Singapore; sålde 1991       |
| 1995      | Beställde            | Boeing 737-600                        | 41 st, möjlighet till andra modeller                    |
| 1999      | Ersatte              | Boeing 767-300ER                      | Med Airbus A340-300 och A330-300                        |
| 2000      | Tog i bruk/beställde | Dash 8-Q400, Airbus A321-200          |                                                         |
| 2011      | Beställde            | Airbus A320neo                        | 30 st, option på ytterligare 11                         |
| 2012      | Leasade              | Boeing 737-800, 737-700, Airbus A320  | 9, 12, 13 st                                            |
| 2013      | Beställde            | Airbus A330-300 Enhanced, A350-900XWB | 4+8 st, option på 6 till                                |
| 2016–2023 | Tog i bruk           | Airbus A320neo                        | 30 st, ersatte äldre modeller                           |
| 2018      | Beställde            | Airbus A320neo, A330-300 Enhanced     | 50+1 st                                                 |

### Långdistansflygplan (historiska)
| Typ                 | Användningsperiod | Noteringar             |
| ------------------- | ----------------- | ---------------------- |
| Boeing B-17 ”Felix” | 1946              | Från ABA (SILA)        |
| DC-4                | 1946–1956         |                        |
| DC-6                | 1948–1960         |                        |
| DC-6B               | 1952–1964         |                        |
| DC-7                | 1956–1967         |                        |
| DC-8                | 1960–1988         |                        |
| Convair 990         | 1962–1966         | Europa och långdistans |
| Boeing 747          | 1971–1987         |                        |
| DC-10               | 1974–1991         |                        |
| Boeing 767          | 1989–2004         |                        |
| Airbus A340-300     | 2001–2020         |                        |

### Medeldistansflygplan (historiska)
| Typ                        | Användningsperiod | Noteringar                     |
| -------------------------- | ----------------- | ------------------------------ |
| Vickers Viking             | 1948–1949         | Från DDL                       |
| Convair 440 Metropolitan   | 1956–1976         | Europalinjer                   |
| Sud Aviation Caravelle III | 1959–1974         |                                |
| DC-9                       | 1967–2012         | Inkl. DC-9-81/83/87            |
| BAC 1-11                   | 1967–1968         | Inhyrda från British Eagle     |
| Airbus A300                | 1980–1984         |                                |
| McDonnell Douglas MD-81/82 | 1985–2013         |                                |
| Boeing 737-400             | 1989–2013         | Från Braathens                 |
| Boeing 737-500             | 1990–2013         | Från Braathens                 |
| Boeing 737-500             | 1993–1995         | Från Linjeflyg (ej SAS Norges) |
| MD-90                      | 1996–2008         |                                |
| Boeing 737-600             | 1998–2019         |                                |

### Kortdistans- och inrikesflygplan (historiska)
| Typ                    | Användningsperiod | Noteringar                           |
| ---------------------- | ----------------- | ------------------------------------ |
| Junkers Ju 52/3m       | 1946–1956         | Norsk inrikestrafik (från DNL)       |
| DC-3                   | 1946–1957         |                                      |
| Saab 90 Scandia        | 1950–1957         | Från ABA                             |
| Fokker F27             | 1984–1990         | SAS Commuter (Danmark)               |
| Fokker 50              | 1990–2010         | SAS Commuter                         |
| Fokker F28             | 1993–1999         | Från Linjeflyg (Sverige)             |
| Saab 2000              | 1997–2003         | SAS Commuter                         |
| Bombardier Dash 8 Q400 | 2000–2007         | SAS Commuter/SAS Danmark/SAS Sverige |

### Bildgalleri
Exempel på flygplanstyper i SAS flotta genom tiderna:

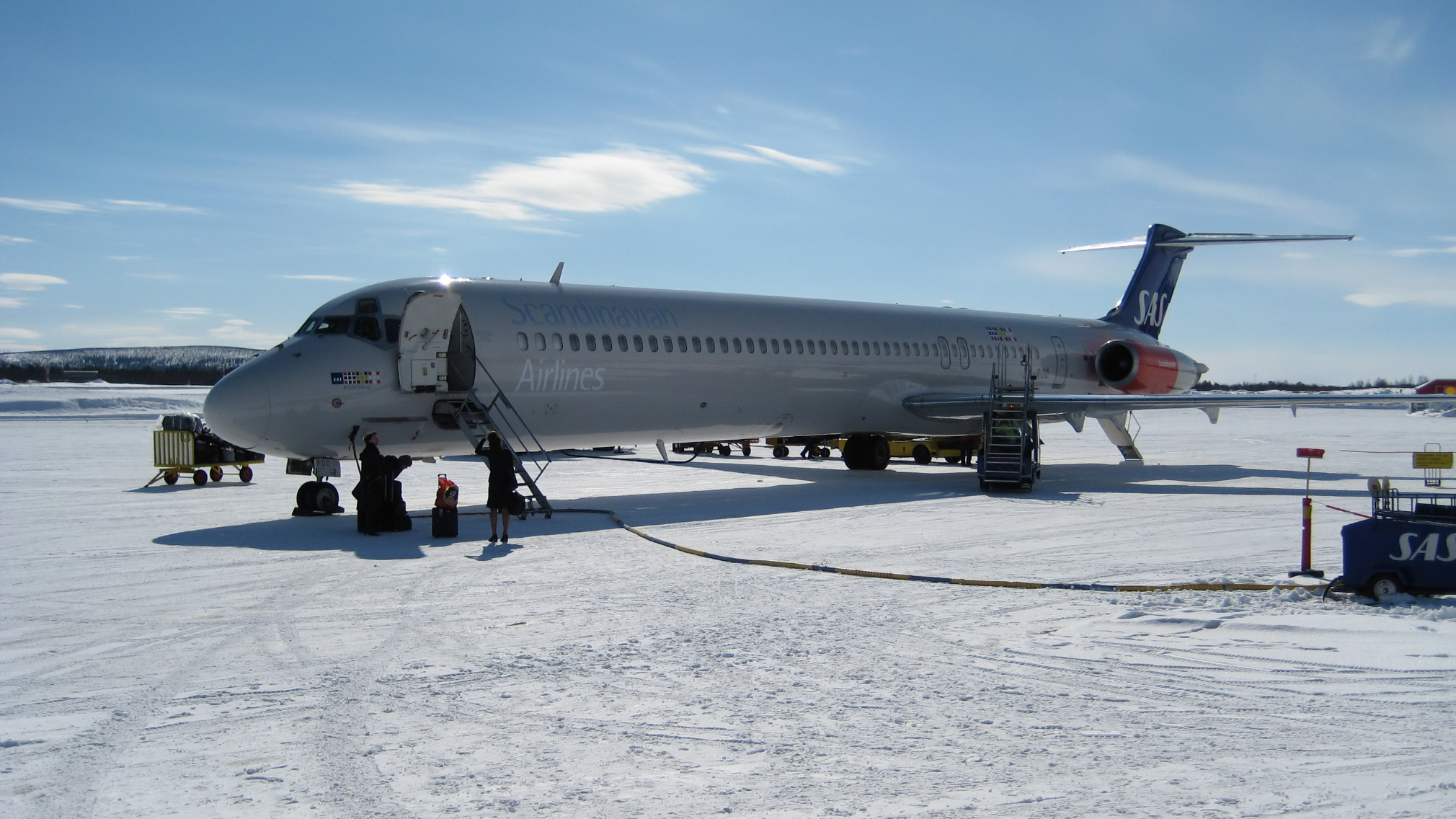
McDonnell Douglas MD-82 (medeldistans)
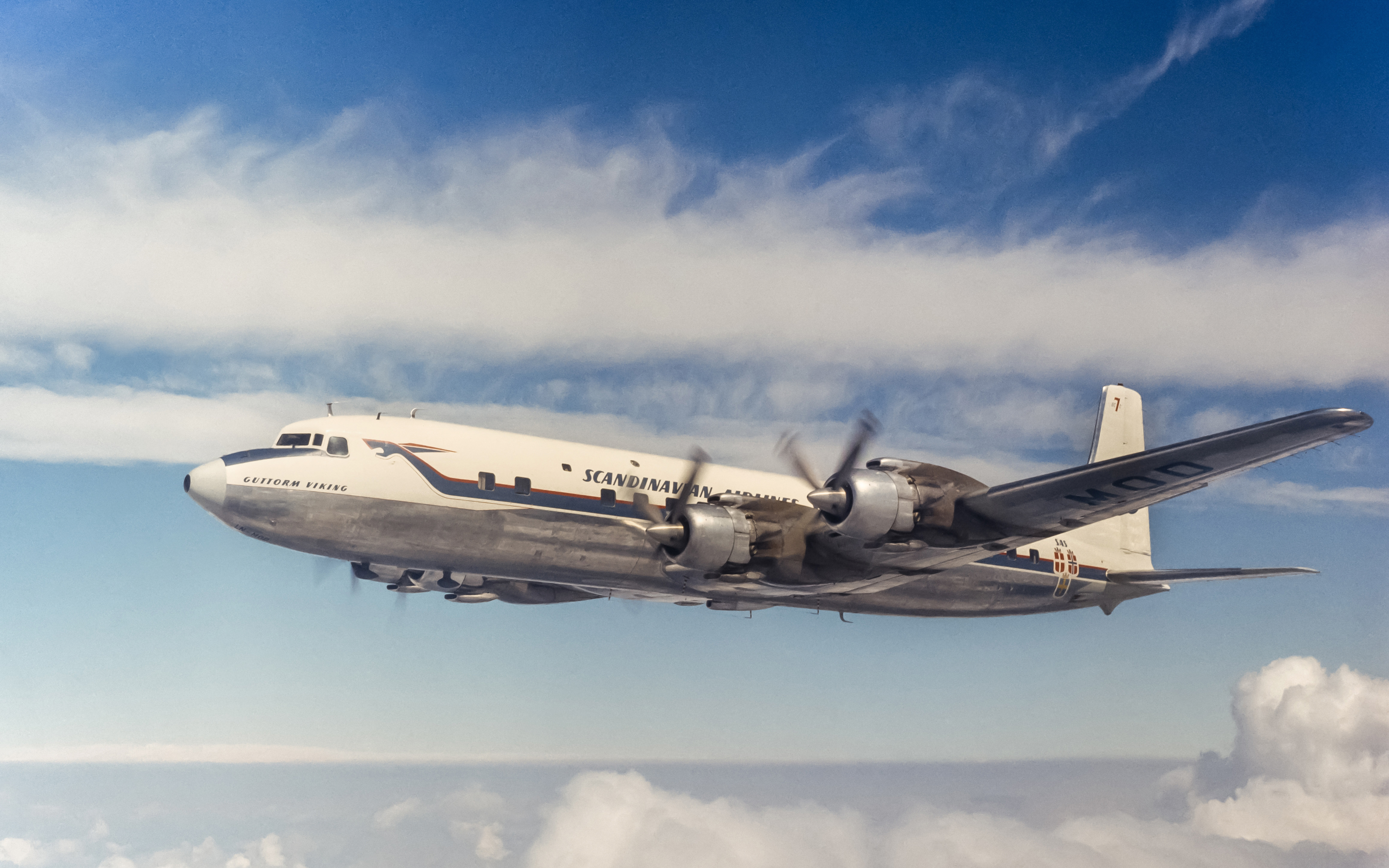
Douglas DC-7 (långdistans)
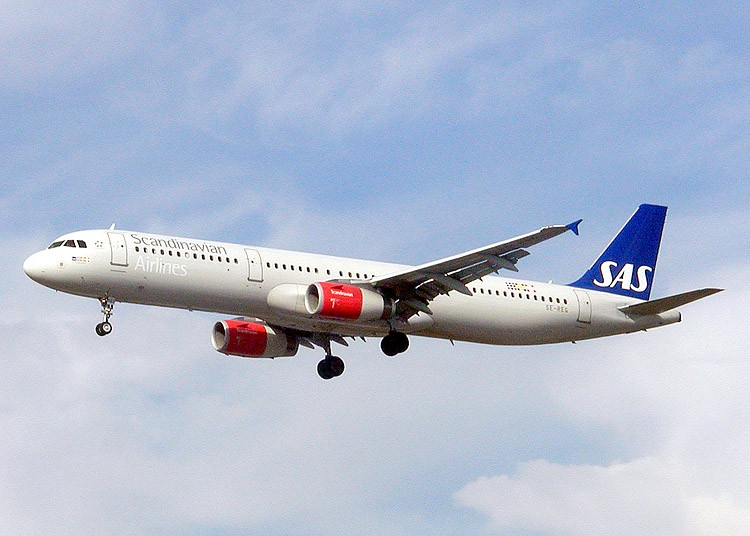
Airbus A321 (medeldistans)
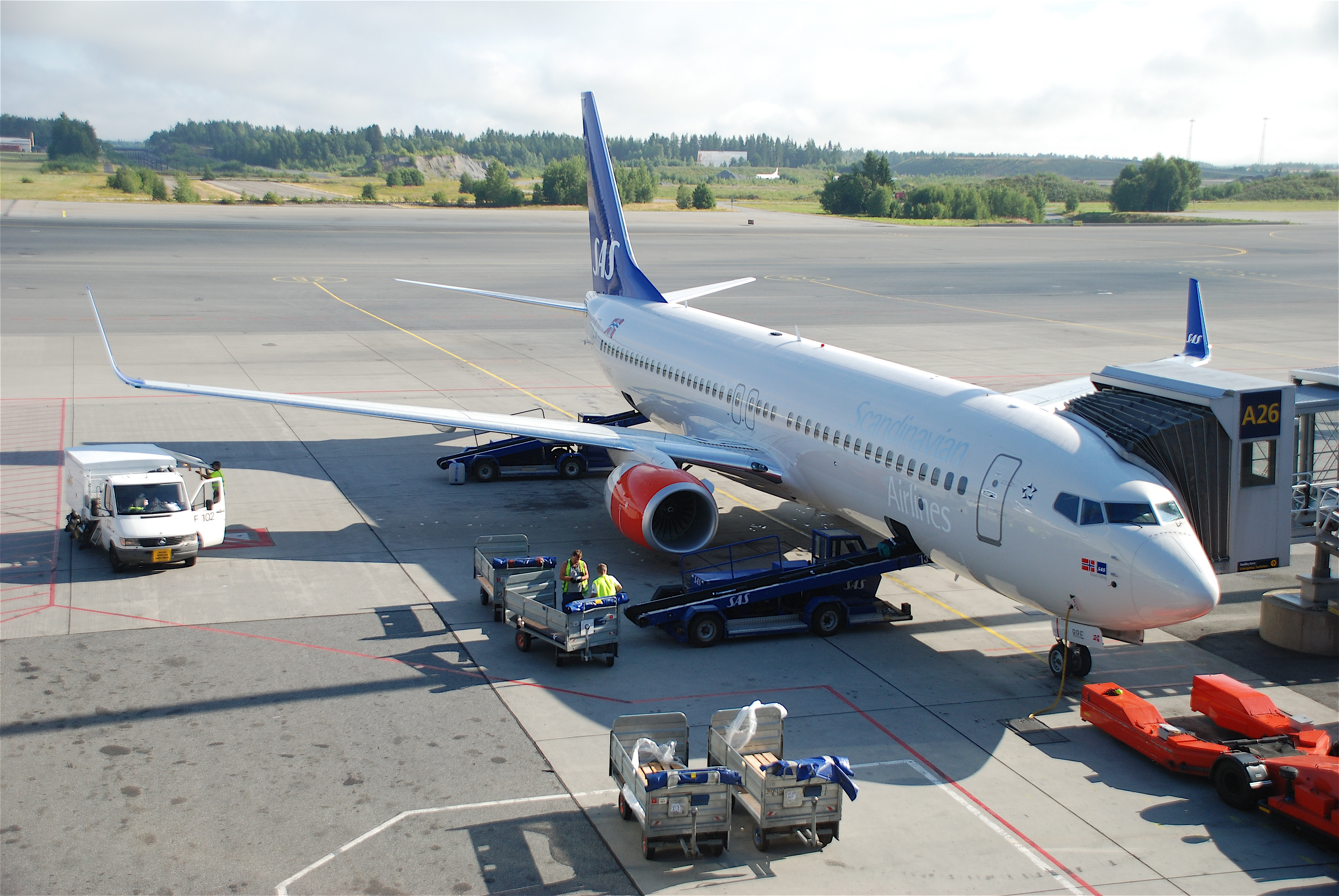
Boeing 737-800 (medeldistans)
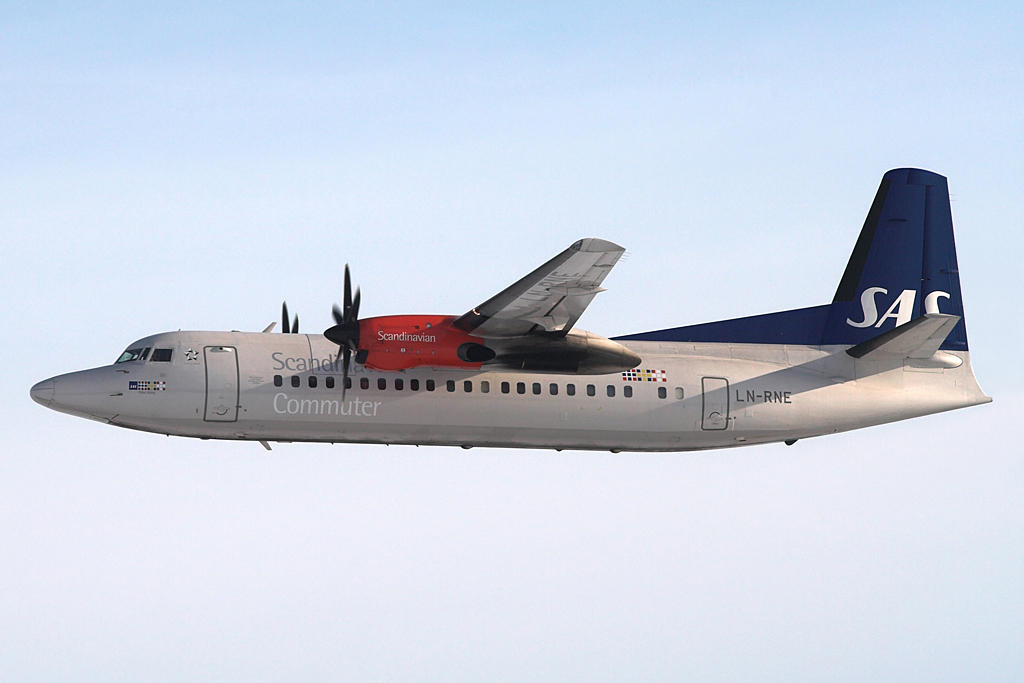
Fokker 50 (historisk, kortdistans)
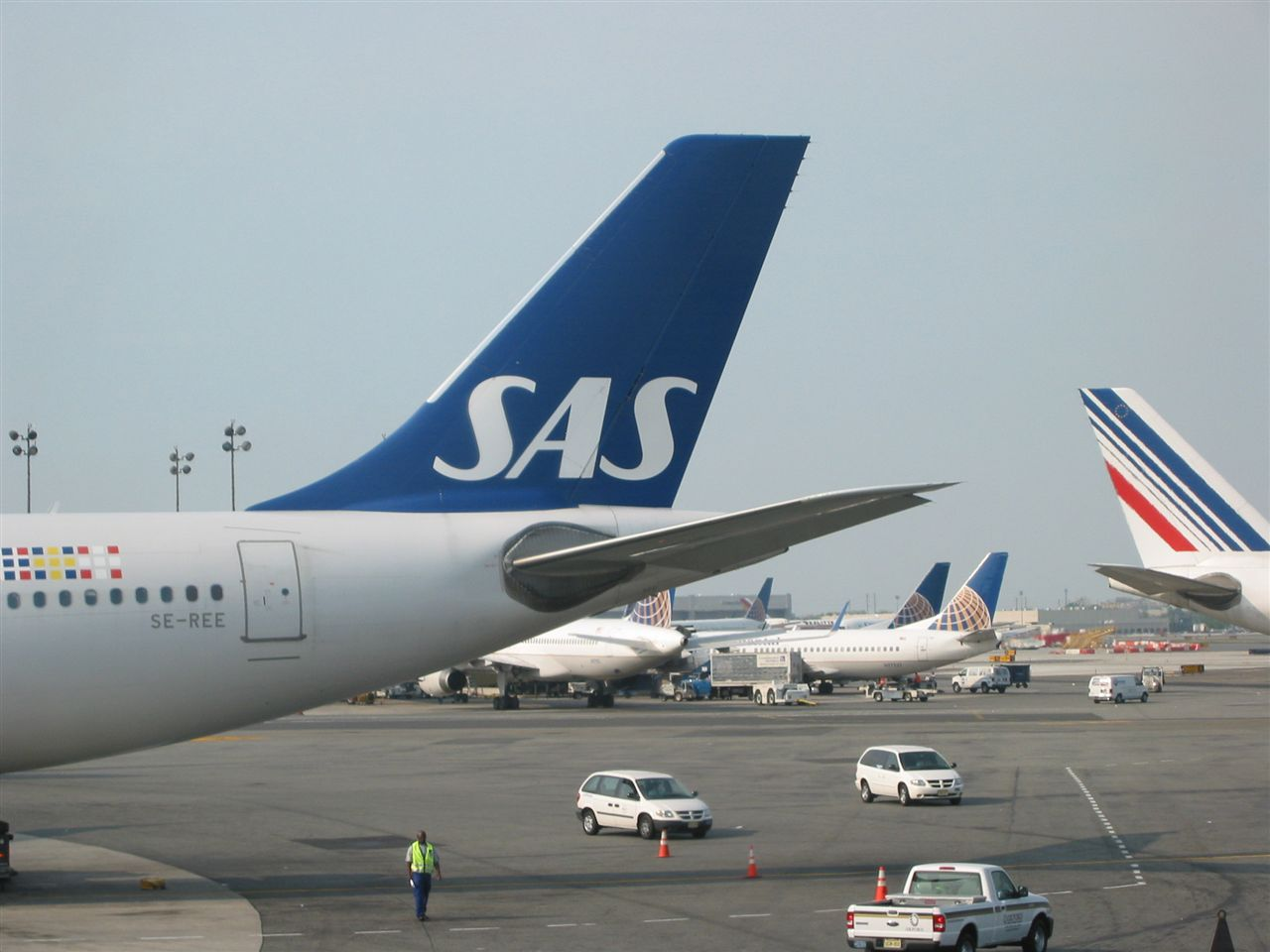
Airbus A330-300 (långdistans)
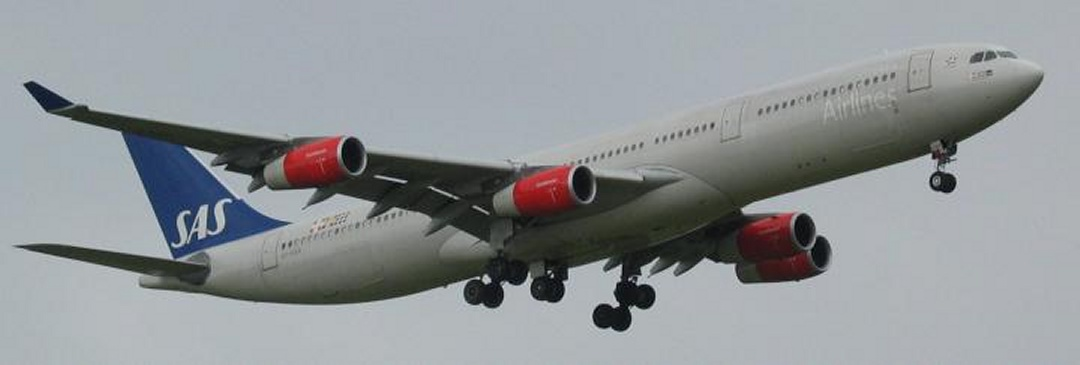
Airbus A340-300 (långdistans)

## SAS-Gruppens medlemmar
SAS-gruppen omfattar flera dotterbolag och verksamheter som ansvarar för flygtrafik, markservice och tekniskt underhåll. De viktigaste bolagen listas nedan:
- SAS Connect
- SAS Link
- SAS Ground Services
- SAS Technical Services
- SAS Cargo

## Samarbete med andra flygbolag
SAS samarbetar med flera andra flygbolag för att ge resenärer bättre möjligheter till anslutningar och biljettbokning. Samarbetena innebär bland annat att bolagen kan dela på linjenummer (så kallade gemensamma flyg), sälja biljetter åt varandra och ha avtal om bagagehantering och kundservice.
De aktuella samarbetena finns listade på SAS officiella webbplats.

### Pågående samarbetsavtal (maj 2025)
SkyTeam: Delta Air Lines, Air France, KLM och Korean Air.
Övriga samarbeten: Air Europa, Etihad Airways, Icelandair, Virgin Atlantic samt Widerøe (samarbetet upphör den 15 oktober 2025).

### Tidigare samarbetsavtal (till 31 augusti 2024)
Star Alliance: Aegean Airlines, Air Canada, Air China, Air New Zealand, All Nippon Airways, Asiana Airlines, Austrian Airlines, Brussels Airlines, Croatia Airlines, Egyptair, Ethiopian Airlines, LOT Polish Airlines, Lufthansa, Singapore Airlines, South African Airways, Swiss International Air Lines, Thai Airways International, Turkish Airlines och United Airlines.
Övriga tidigare samarbeten: Blue1 (till 2015), Spanair (till 2012) och Nextjet (till 2018).

## Linjenumrering
SAS, liksom alla andra flygbolag, använder linjenummer för att skilja på olika rutter. Bokstäverna i början är unikt för vart flygbolag och kommer från International Air Transport Association. Bolaget delar sedan upp de nummer som finns mellan 0 till 9999 utifrån specifika teman, exempelvis ligger alla cherterflygningar mellan SK7200 till 7999. Nedan ser du huvudindelningen. Undantag förekommer.
| Linjenummer   | Område                                                             |
| ------------- | ------------------------------------------------------------------ |
| SK001–SK199   | Sverige inrikes                                                    |
| SK200–SK399   | Norge inrikes                                                      |
| SK400–SK499   | Huvudstadstriangeln, Köpenhamn–Göteborg                            |
| SK500–SK599   | Storbritannien, Irland, Benelux, Frankrike, Spanien                |
| SK600–SK699   | Tyskland, Schweiz, Österrike, Italien                              |
| SK700–SK799   | Finland, Ryssland, Polen, Grekland, Turkiet, Israel, Egypten, Nice |
| SK800–SK899   | Skandinavien (utom huvudstadstriangeln)                            |
| SK900–SK999   | Interkontinentalt                                                  |
| SK900–SK929   | Östra USA                                                          |
| SK930–SK939   | Västra USA                                                         |
| SK940–SK949   | Mellanvästern USA, Kanada                                          |
| SK950–SK959   | Karibien, Sydamerika                                               |
| SK960–SK969   | Afrika                                                             |
| SK970–SK979   | Asien utom Japan/Kina                                              |
| SK980–SK989   | Japan                                                              |
| SK990–SK999   | Kina                                                               |
| SK1000–SK1899 | Samma som 001–899                                                  |
| SK1010–SK1020 | Sverige inrikes                                                    |
| SK1200–SK1299 | Danmark inrikes                                                    |
| SK1400–SK1499 | Huvudstadstriangeln                                                |
| SK1500–SK1599 | Storbritannien, Irland, Benelux, Frankrike, Spanien                |
| SK1600–SK1699 | Tyskland, Schweiz, Österrike, Italien                              |
| SK1800–SK1899 | Semesterresmål                                                     |
| SK2000–SK2899 | Samma som 001–899                                                  |
| SK2800–SK2899 | Skandinavien (ej huvudstadstriangeln)                              |
| SK3000–SK3999 | Samarbetsflyg (codeshare)                                          |
| SK7200–SK7999 | Charter                                                            |
| SK7300–SK7399 | Charter från Norge                                                 |
| SK7500–SK7799 | Charter från Danmark                                               |
| SK7600–SK7899 | Charter från Sverige                                               |
| SK8000–SK8999 | Samarbetsflyg (codeshare)                                          |
| SK9000–SK9999 | Ej reguljär trafik (t.ex. tomflyg)                                 |

## Haverier och incidenter
- 4 juli 1948: En DC-6B, SE-BDA, kolliderade med ett brittiskt militärflygplan vid Northwood norr om London. Alla 32 ombord omkom.
- 19 januari 1960: En Caravelle III, OY-KRB, havererade nära Ankara i Turkiet. Samtliga 42 ombord omkom. Se även Scandinavian Airlines Flight 871.
- 13 januari 1969: En DC-8-62, LN-MOO, havererade i vattnet under inflygning till Los Angeles. 15 av 45 ombord omkom. Se även Scandinavian Airlines Flight 933.
- 19 april 1970: En DC-8-62, SE-DBE, drabbades av motorbrand vid start från Rom. Flygplanet förstördes, men inga personer skadades.
- 30 januari 1973: Ett DC-9-21, LN-RLM (SK 370), på väg från Oslo till Alta via Tromsø, fick stallvarning efter start. Piloterna avbröt starten, men den kvarvarande banan räckte inte. Planet hamnade på isen i Oslofjorden och sjönk inom 20 minuter. Alla ombord klarade sig utan skador.
- 28 februari 1984: SAS flygning SK 901, en DC-10, LN-RKB, landade på John F Kennedy-flygplatsen i New York. Planet landade för långt in på banan och hamnade i grunt vatten efter att ha styrts åt sidan för att undvika landningsljusen. Ingen person skadades.
- 27 december 1991: Ett MD-80-flygplan, OY-KHO ("Dana Viking"), havererade på en åker utanför Gottröra i Uppland. Se Gottröraolyckan.
- 8 oktober 2001: En McDonnell Douglas MD-87, SE-DMA, flight SK 686, kolliderade med en Cessna Citation på marken i dimma på Linateflygplatsen i Milano. Se Linateolyckan.
- 9 september 2007: Ett Dash 8-Q400-flygplan låste inte höger landställ som avsett och genomförde en nödlandning i Ålborg på Jylland. Landstället vek sig.[21]
- 12 september 2007: En Dash 8-Q400 var på väg från Köpenhamn till Palanga i Litauen men nödlandade i Vilnius på grund av problem med landstället. Alla plan av typen sattes tillfälligt på marken.[22]
- 10 oktober 2007: Ett Dash 8-Q400-plan på väg från Kastrup till Gdańsk återvände till Köpenhamn för säkerhetslandning.[23]
- 12 oktober 2007: Ett Dash 8-Q400-plan på väg från Warszawa till Kastrup återvände till Warszawa då landställen inte gick upp.[24]
- 19 oktober 2007: Ett Dash 8-Q400-plan på väg från Stavanger till Kastrup fick indikation om att luckan till ett landställ inte låst sig.[25]
- 27 oktober 2007: Ett Dash 8-Q400-plan genomförde nödlandning på Kastrup, landstället vek sig och planet gled med ena vingen mot banan. Efter denna olycka beslutade SAS att ta samtliga Dash 8-Q400 ur trafik.[26][27][28]
- 2 maj 2013: SAS flight SK 908, en Airbus A330, kolliderade med ExpressJets flight EV 4226, en Embraer 145, på Newarks flygplats. Båda planen skadades, men ingen person skadades.[29]
- 26 december 2016: En Airbus A340, OY-KBC, kolliderade med BRA Avro RJ100, SE-DST, på Kastrup flygplats. Ingen person skadades. SAS-planets vinglet och BRA:s RJ100:s roder och stabilisator fick omfattande skador.[30]
- 28 september 2018: En Boeing 737-600 drabbades av motorfel, troligen en så kallad "compressor stall", nära Jokkmokk efter start från Kiruna. Planet landade normalt på Kallax flygplats i Luleå.[31]

## Evakueringar och specialuppdrag

### Sydostasien 2004
I december 2004 bistod SAS de skandinaviska regeringarna med evakueringsflyg från Sydostasien. Syftet var att hämta hem resenärer efter flodvågskatastrofen.

### Libanonkriget 2006
Under Libanonkriget 2006 flög SAS svenskar från Aleppo i Syrien efter att de hade evakuerats från Libanon. Uppdraget utfördes på begäran av svenska myndigheter.

### Coronapandemin 2020
Den 6–8 april 2020 genomförde SAS sin längsta flygning någonsin. Ett plan flög från Stockholm till Lima i Peru och tillbaka för att hämta hem svenska medborgare och andra skandinaver som inte kunnat lämna Peru. Landet hade stängt sina gränser och stoppat all flygtrafik på grund av coronapandemin. Flygningen beställdes av svenska utrikesdepartementet och genomfördes som flight SK7030/7031 med flygplanet Airbus A350 SE-RSA. Sträckan var cirka 12 000 km, vilket är omkring 3 000 km längre än SAS normala längsta rutt Köpenhamn–Los Angeles. Rutten gick över Panama för att undvika behovet av ytterligare tillstånd för landöverflygningar. Veckan innan hade SAS flugit Lima–Köpenhamn med samma syfte, då på uppdrag av danska utrikesdepartementet.

## Bonusprogram
SAS bonusprogram heter EuroBonus och gäller även för flygningar med andra bolag inom SkyTeam.

## Verkställande direktörer
SAS har haft följande verkställande direktörer sedan 1946:
- 1946–1948: Per A. Norlin
- 1949–1951: Per M. Backe
- 1951–1954: Per A. Norlin
- 1955–1957: Henning Throne-Holst
- 1958–1961: Åke Rusck
- 1961–1962: Curt Nicolin
- 1962–1969: Karl Nilsson
- 1969–1978: Knut Hagrup
- 1978–1981: Carl-Olov Munkberg
- 1981–1993: Jan Carlzon
- 1993–1994: Jan Reinås
- 1994–2001: Jan Stenberg
- 2001–2006: Jørgen Lindegaard
- 2006: Gunnar Reitan (t.f.)
- 2007–2010: Mats Jansson
- 2010–2011: John Dueholm (t.f.)
- 2011–2021: Rickard Gustafson
- 2021: Karl Sandlund (t.f)
- 2021– : Anko Van der Werff